# Carrozze tipo M3
Le carrozze tipo M3 sono carrozze ferroviarie destinate al trasporto di viaggiatori in ambito vicinale. Costruite attorno al 1960 per le Ferrovie Belghe (SNCB-NMBS), alcune unità sono state successivamente cedute ad altre società anche all’estero, come le Ferrovie Nord Milano. 
Erano una versione “economica” e di capacità maggiore delle carrozze M2.

## Storia
Nel 1958 il consiglio di amministrazione della SNCB approvò la costruzione di un lotto di venti carrozze a cassa metallica presso le officine sociali, al fine di utilizzare razionalmente la manodopera ivi impiegata. Due anni dopo la direzione delle ferrovie belghe stabilì di costruire 45 carrozze:
- 36 di seconda classe (tipo B12, poi B), con 114 posti a sedere (29 in ognuno dei due compartimenti estremi, 56 in quello centrale) e 30 in piedi nei vestiboli[2];
- 9 miste prima classe-seconda classe-bagagliaio (tipo A6B3D, poi ABD), con 73 posti a sedere (44 di prima classe e 29 di seconda), 30 in piedi nei vestiboli e un bagagliaio con portata di 3 tonnellate[3].

Le carrozze vennero realizzate presso le officine centrali di Malines, e derivavano dai prototipi delle carrozze tipo M2, con carrelli (tipo Pennsylvania) realizzati dalle officine centrali di Salzinnes.

### Nelle Ferrovie Belghe
Presso le SNCB le carrozze M3 erano destinate alla circolazione su linee secondarie.

### Nelle Ferrovie Nord Milano
Nel 1994 le ferrovie belghe vendettero 19 carrozze di seconda classe alle Ferrovie Nord Milano, insieme a 24 carrozze tipo M2. Sottoposte a interventi migliorativi (nuovi vetri e riscaldamento elettrico) e immatricolate EB.900 (come le “sorelle” M2, con le quali condividevano il soprannome di “carrozze belghe”) o EA.910 (nel caso delle quattro vetture trasformate in prima classe), hanno circolato principalmente al gancio delle locomotive E.630 fino al 2010, anno nel quale sono state accantonate e in gran parte avviate alla demolizione.